# Chile ríe y canta en minería
Chile ríe y canta en minería es un álbum de música folclórica de Chile de varios intérpretes, lanzado bajo el sello discográfico RCA Victor en 1965. Es el primer disco de la serie de álbumes que salieron relacionados con la peña folclórica Chile Canta y Ríe, programa radial creado por René Largo Farías en 1963 para Radio Minería.
Entre los participantes del álbum están el grupo Los Cuatro de Chile, Chagual, Los Montaneros y el Conjunto Lonquimay, agrupación liderada por Richard Rojas que precedió a Trío Lonqui.

## Lista de canciones
| Lado A |                                     |                                |                          |          |  |
| N.º    | Título                              | Música                         | Intérprete               | Duración |  |
| 1.     | «La Juana Rosa» (tonada)            | Violeta Parra                  | Conjunto Calaucán        | 2:06     |  |
| 2.     | «El huaso» (tonada)                 | tradicional chilena            | Los Montaneros           | 2:32     |  |
| 3.     | «La refalaita» (refalosa)           | Hernán Arenas, Vicente Bianchi | Conjunto Marga Marga     | 2:34     |  |
| 4.     | «Rin» (danza de Chiloé)             | Recop. José Luis Hernández     | Conjunto Huelén          | 2:01     |  |
| 5.     | «El tormento»                       | Recop. Osvaldo Alveal          | Conjunto Colcopiu        | 3:38     |  |
| 6.     | «El Club Hípico y el Chile» (cueca) | Hernán Núñez                   | Conjunto Hipódromo Chile | 1:40     |  |
| 14:31  |                                     |                                |                          |          |  |

| Lado B |                                        |                      |                     |          |  |
| N.º    | Título                                 | Música               | Intérprete          | Duración |  |
| 7.     | «La refalosa del pan» (refalosa)       | Richard Rojas        | Conjunto Lonquimay  | 2:23     |  |
| 8.     | «Morena de ojitos claros» (tonada)     | Jorge Muñoz          | Cuarteto Chile      | 2:27     |  |
| 9.     | «Esquinazo por Santa Rosa» (esquinazo) | tradicional          | Conjunto Chagual    | 2:32     |  |
| 10.    | «Pajarillo volador» (tonada)           | Guillermo Soudy F.   | Dueto Mutrun        | 3:11     |  |
| 11.    | «Entre mar y cordillera» (tonada)      | Nelly Luco           | Los Cuatro de Chile | 3:47     |  |
| 12.    | «A la mar tire un pañuelo» (cueca)     | Recop. Margot Loyola | Grupo Toconao       | 1:33     |  |
| 15:53  |                                        |                      |                     |          |  |

## Créditos
- Osvaldo Silva: asesor musical
- Fernan Meza: portada[2]